# Hiéroglyphe égyptien E5
Le hiéroglyphe égyptien E5 (vache allaitant un veau) est classifiée dans la section E « Mammifères » de la liste de Gardiner ; cet hiéroglyphe y est noté E5.

## Représentation
Il représente une vache (Bos taurus) allaitant un veau quelle regarde en repliant la tête vers son ventre.

## Utilisation
| A | ms | s | E5 |

| A | ms | s | E5 |

« montrer de la sollicitude (envers un enfant ou parent) ».